# Гелон II
Гелон II (дав.-гр. Γελωνός) (266 — 216 роки до н. е.) — син царя (тирана) Сіракуз Гієрона II і його співправитель з 240 року до н. е. до 216 року до н. е.
Після перемоги Ганнібала над Римською республікою під Каннами (216 рік до н. е.) підняв повстання проти батька і намагався відсторонити його від влади, але через кілька місяців раптово помер.

## Родина
Дружина — Нереїс, донька царя Пірра Епірського.
Діти: 
- син Гієронім (230 — 214 рік до н. е.);
- донька Гармонія.